# Thrakides
Thrakides (altgriechisch Θρακίδης, lateinisch Thracides) war ein antiker caelator (Ziseleur).
Er ist einzig durch die Nennung in der alphabetischen Liste der Caelatores in der Naturalis historia des Plinius bekannt. Danach gravierte er Schlachtszenen und Bewaffnete. Er war zur Zeit des Gnaeus Pompeius Magnus tätig, also etwa in der 1. Hälfte des 1. Jahrhunderts v. Chr. Auf Grund seines griechischen Namens und da Plinius hier ausschließlich griechische Kunsthandwerker nennt, ist davon auszugehen, dass auch er aus dem griechischen Raum kam.
Die in einem einzigen Codex überlieferte Lesart „hedys trachides“ ist korrupt, wie Adolf Furtwängler bereits 1876 gezeigt hat. Dem folgt auch die maßgebliche Textausgabe.